# Verwaltungsgemeinschaft Aue-Fallstein
Die Verwaltungsgemeinschaft Aue-Fallstein ist eine ehemalige Verwaltungsgemeinschaft im Landkreis Harz.

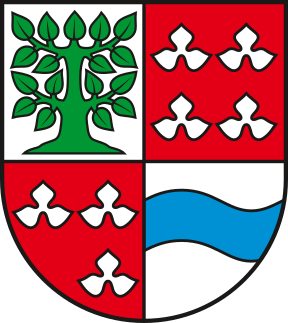
Wappen der VG Aue-Fallstein

## Mitgliedsgemeinden
| - Dardesheim - Deersheim - Hessen - Osterode am Fallstein | - Rohrsheim - Veltheim am Fallstein - Zilly |

## Geschichte
Die Verwaltungsgemeinschaft Aue-Fallstein wurde 1991 durch den freiwilligen Zusammenschluss von 7 Gemeinden gegründet. Sie wurde zum 11. September 2003 aufgelöst und die Gemeinden schlossen sich freiwillig zur neuen Einheitsgemeinde Aue-Fallstein zusammen.

## Politik

### Wappen
Das Wappen wurde am 15. Juli 1997 durch das Regierungspräsidium Magdeburg genehmigt und im Landeshauptarchiv unter der Wappenrollennummer 51/1997 registriert.
Blasonierung: „Geviert von Silber und Rot; Feld 1: eine grüne Buche, Feld 2: vier (2:2) dreiblättrige (1:2) silberne Blüten, Feld 3: drei im rechten Winkel abwärts kehrend gestellte dreiblättrige (1:2) silberne Blüten, Feld 4: ein blauer Wellenbalken.“
Die Farben der ehemaligen Verwaltungsgemeinschaft waren Silber (Weiß) - Rot.